# Work Your Magic
Work Your Magic (biał. Daj mnie siłu) – singel białoruskiego wokalisty Dzmitryja Kałduna napisany przez Filippa Kirkorowa i Karena Kawaleriana, wydany w 2007 roku oraz umieszczony na debiutanckiej płycie artysty pt. Kałdun z 2009 roku.
Utwór reprezentował Białoruś podczas 52. Konkursu Piosenki Eurowizji w 2007 roku.

## Historia utworu

### Nagrywanie
Utwór został napisany w 2007 roku przez rosyjskiego wokalistę Filippa Kirkorowa i skomponowany przez rosyjsko-ormiańskiego kompozytora Karena Kawaleriana. Sesja nagraniowa odbyła się w tym samym roku w Vox Recording Studio w Atenach. Za miks odpowiedzialny był grecki muzyk Aris Binis, a za mastering – Rembo.

#### Nagranie
Poszczególne instrumenty w utworze nagrali:
- Kodakis Spyros – gitara
- Halkiti Victoria & Psihramis Apostolos – wokal wspierający

### Wykonania na żywo:EuroFest, Konkurs Piosenki Eurowizji
Utwór reprezentował Białoruś podczas 52. Konkursu Piosenki Eurowizji w 2007 roku, wygrywając finał krajowych selekcji EuroFest 2007. Utwór szybko stał się jednym z faworytów niektórych przedkonkursowych sondaży i analiz, m.in. za sprawą pełnej rozmachu promocji, jaką zapewniła swojemu reprezentantowi białoruska telewizja. W półfinale konkursu, który odbył się 10 maja, Kałdun zaśpiewał swoją propozycję z czwartym numerem startowym i zdobył 176 punktów, awansując do finału z czwartego miejsca. W sobotę 12 maja utwór otrzymał łącznie 145 punktów i zajął 6. miejsce, osiągając tym samym najlepszy wynik w historii występów Białorusi w konkursie.

## Lista utworów
CD Maxi-Single
1. „Work Your Magic” – 3:06
2. „Daj mnie siłu” – 3:06
3. „Work Your Magic” (Deep Zone Project Remix) – 4:35
4. „Work Your Magic” (Deep Zone Project Short Dance Remix) – 2:38
5. „Work Your Magic” (Zoloto Remix) – 4:00
6. „Daj mnie siłu” (Deep Zone Project Remix) – 4:35
7. „Daj mnie siłu” (Deep Zone Project Short Dance Remix) – 2:38
8. „Daj mnie siłu” (Zoloto Remix) – 4:00
9. „Work Your Magic” (Karaoke Version) – 3:06